# Лъки Идахор
Вижте пояснителната страница за други личности с името Лъки.
Лъки Идахор (Lucky Idahor) е бивш нигерийски футболист, нападател.

## Кариера
Започва кариерата си в Нигерия. През 2000 г. е привлечен в „Динамо“, Киев заедно със сънародника си Харисън Омоко.
По-късно играе последователно за Ворскла, Интер Баку, Карпати Лвов. От 2012 г. е играч на „Зоря“, Луганск.
Има 2 мача за националния отбор на Нигерия.
Неговият по-малък брат Ендуранс Идахор също е футболист.

## Отличия
- Украинска Премиер лига – 2 пъти шампион (2001, 2003) с Динамо Киев
- Купа на Украйна – 2 пъти носител (2003, 2010) с Динамо Киев